# Kozmonaut
Kozmonaut u prijevodu s grčkog znači svemirski putnik (putnik kroz kosmos). Obavezno se veže uz letače na sovjetskim (ruskim) raketama. Sličan pojam je astronaut (zvjezdani putnik) koji se veže za američke letače. Znači, German Titov i Jurij Gagarin su kozmonauti, a Gordon Cooper i John Glen su astronauti. I jedni i drugi lete i upravljaju raketama koje izlaze izvan Zemljine atmosfere.